# 로드다큐 취흥
《로드다큐 취흥》은 대한민국의 채널A의 프로그램이다. 제철에 어울리는 먹거리와 경치, 그리고 전통술을 찾아가는 프로그램이다.

## 방송 시간
- 2013년 5월 20일 ~ 2013년 6월 1일 : 매주 월요일 오후 7시 10분